# Epinephelus suborbitalis
Epinephelus suborbitalis, tên thường gọi là Seamount grouper, là một loài cá biển thuộc chi Epinephelus trong họ Cá mú. Loài này được mô tả lần đầu tiên vào năm 1990.

## Phân bố và môi trường sống
E. suborbitalis có phạm vi phân bố ở Tây Bắc Thái Bình Dương. Loài này chỉ được biết đến qua một mẫu vật duy nhất được thu thập tại núi ngầm Minami-Koho nằm trên sườn núi Kyushu-Palau, phía nam Nhật Bản. Chúng sống xung quanh các rạn san hô và bãi đá ngầm ở những khu vực tiếp xúc nhiều với sóng biển, độ sâu khoảng tù 360 đến 570 m.

## Mô tả
Mẫu vật duy nhất của E. suborbitalis có chiều dài cơ thể đo được là 118 cm. Thân thuôn dài, hình bầu dục. Cơ thể có một màu nâu xám đồng nhất mà không có bất kỳ một vệt đốm nào; các vây có màu sẫm hơn thân. Có 3 hàng răng ở phần giữa của hàm dưới. Đuôi bo tròn. Phần mũi lớn, có hình bầu dục.
Số gai ở vây lưng: 11; Số tia vây mềm ở vây lưng: 14; Số gai ở vây hậu môn: 3; Số tia vây mềm ở vây hậu môn: 8; Số gai ở vây bụng: 1; Số tia vây mềm ở vây bụng: 5.
Thức ăn của E. suborbitalis có lẽ là các loài cá nhỏ hơn, động vật thân mềm và động vật giáp xác, tương tự như những đồng loại của nó. Mẫu vật duy nhất của loài này được đánh bắt bằng lưới kéo.